# Russ Meyer
Russell Albion "Russ" Meyer (ur. 21 marca 1922 w San Leandro, zm. 18 września 2004 w Hollywood Hills w Los Angeles) – amerykański reżyser filmowy.
W roku 2000 zdiagnozowano u niego chorobę Alzheimera. 18 września 2004 zmarł w wieku 82 lat w swoim domu w Hollywood Hills na skutek powikłań po zapaleniu płuc.

## Filmografia
- The French Peep Show (1950, film krótkometrażowy)
- The Immoral Mr. Teas (1959)
- The Naked Camera (1961, film krótkometrażowy)
- Erotica (1961, film krótkometrażowy)
- Eve and the Handyman (1961)
- Wild Gals of the Naked West (1962)
- Europe in the Raw (1963)
- Heavenly Bodies! (1963, film krótkometrażowy)
- Skyscrapers & Brassieres (1963, film krótkometrażowy)
- Fanny Hill (1964)
- Lorna (1964)
- Miodek (Mudhoney, 1965)
- Motor Psycho (Motorpsycho, 1965)
- Szybciej koteczku! Zabij! Zabij! (Faster, Pussycat! Kill! Kill!, 1965)
- Mondo Topless (1966, Mockument)
- Common Law Cabin (1967)
- Good Morning and... Goodbye! (1967)
- Finders Keepers, Lovers Weepers! (1968)
- Lisica (Vixen!, 1968)
- Cherry, Harry & Raquel! (1970)
- Poza doliną lalek (Beyond the Valley of the Dolls, 1970)
- Siedem minut (The Seven Minutes, 1971)
- Black Snake (1973)
- Superwiedźmy (Supervixens, 1975)
- Up! (1976)
- Who Killed Bambi? (1978)
- Beneath the Valley of the Ultra-Vixens (1979)
- Pandora Peaks (2001, Mockument)